# 帝国国防論
『帝国国防論』（ていこくこくぼうろん）とは、1902年（明治35年）に公刊された佐藤鉄太郎による国防学の著作である。

## 概要
佐藤は1866年に生まれた帝国海軍の軍人であり、日本における軍事研究に貢献する著作を発表した軍事学者でもある。本書『帝国国防論』は佐藤が海軍兵学校の教官を勤めて軍事学の研究を進めていた時期に発表された最初の著作である。佐藤の戦略思想は後に『帝国国防史論』、『海軍戦理学』、『国防新論』などでさらに展開されることになる。本書では日本の国防のために海上戦力を主力として運用することの重要性が主張されている。
本書の内容は第1章軍備、第2章軍備の程度を定るに際し調査すべき事項、第3章国防の理論的及歴史的研究、第4章帝国国防の4章から成り立っている。
佐藤は軍備の必要性について、歴史を顧みれば平和状態の時期が極めて短く、戦争は人類にとって避けがたい事態であると論じている。
軍備を整備するために各国はそれぞれに方針を定めている。日本の地理的環境（地政学）を踏まえれば攻勢・守勢の両局面で活用できる海軍を整えてまず海上を支配することを重視する必要がある。海洋を軍備によって支配することは通商貿易を保護する意義もある。また軍備の程度を論じるためには最小限の経費で最大限の効果を発揮できるように軍備を整えなければならない。軍事力の造成のためにはその国家の富力、人口、地理を調査してその適度を考察することができる。
また国防を実践するための国防の三線を提唱している。これは第一線の敵国の近海、第二線の外洋、第三戦の我が国の近海に分類するものであり、第一線での国防は敵の地上部隊が着上陸することを想定した国防であり、第二線においては海岸において敵の進撃を妨げるものであり、第三線での国防においては敵の艦隊を撃破して敵の港湾を封鎖することで海上輸送を破壊（通商破壊）する国防と位置づけられる。
佐藤は結論として日本の国防の目的とは自衛に徹して国益を増進して平和を維持することであると論じる。そのためには海軍の整備を整えることが重要であり、制海権を獲得するための艦隊は国防の主力となる存在であり、各国の海軍の状況と比較して検討する必要がある。